# Vila Estoril
Vila Estoril é um bairro angolano que se localiza na província de Luanda, pertencente ao município de Quilamba Quiaxi.